# Diamesa confluens
Diamesa confluens är en tvåvingeart som först beskrevs av Jean-Jacques Kieffer 1924.  Diamesa confluens ingår i släktet Diamesa och familjen fjädermyggor.
Artens utbredningsområde är Tyskland. Inga underarter finns listade i Catalogue of Life.